# Anzenberg (Massing)
Anzenberg ist ein Gemeindeteil des Marktes Massing im niederbayerischen Landkreis Rottal-Inn.
Anzenberg liegt etwa einen Kilometer südöstlich von Massing. Auf einer kleinen Anhöhe gelegen, war er schon im 14. Jahrhundert das Ziel einer Marienwallfahrt. Neben einem nicht mehr vorhandenen Schloss stand hier eine vielbesuchte Marienkapelle, die gegen 1500 durch eine ansehnliche Kirche ersetzt wurde. Der Turm der ursprünglich spätgotischen Wallfahrtskirche Mariä Heimsuchung ist bis heute erhalten.